# Caso Ágatha Vitória
O caso Ágatha Vitória, também conhecido como o caso Ágatha Félix, foi a morte da menina negra de 8 anos Ágatha Vitória Sales Félix (nascida em 31 de março de 2011), alvejada por um disparo efetuado pela Polícia Militar, na comunidade da Fazendinha, Complexo do Alemão, na Zona Norte do Rio de Janeiro, em 20 de setembro de 2019, quando retornava de um passeio com a mãe. A criança chegou a ser socorrida e levada para a Unidade de Pronto Atendimento (UPA), do Alemão e transferida para hospital Getúlio Vargas, mas não resistiu aos ferimentos.
A menina de 8 anos estava no banco traseiro de uma Kombi para transporte coletivo, quando levou um tiro nas costas. O motorista havia estacionado para que alguns usuários desembarcassem, quando uma motocicleta com dois homens passou ao lado do veículo e um cabo da Unidade de Polícia Pacificadora (UPP), efetuou o disparo. A bala ricocheteou em um poste, bateu na tampa do motor da kombi e desviou para o banco traseiro do veículo, acertando Ágatha nas costas.

## Versões do Crime
De acordo com a família e testemunhas que estavam no local, os PMs alvejaram uma moto que passava perto da Kombi e a menina foi baleada. Já a PM, por meio de uma nota informou que os policiais da UPP Fazendinha apenas revidaram a agressões sofridas na noite em que a criança foi morta. Eles foram atacados de forma simultânea em vários pontos da comunidade, quando um tiroteio foi iniciado. Após a troca de tiros, os policiais foram informados que um morador do local havia sido atingido.
Segundo o tio da vítima, Danilo Félix, não houve tiroteio. “Foi só um único tiro. A moto passou, os policiais desconfiaram da moto, atiraram em cima da moto e acertaram na Kombi onde estava a minha sobrinha”.
O avô de Ágatha Félix, Airton Félix também rebateu a versão da Polícia Militar. "Mais um na estatística. Vai chegar amanhã e morreu uma criança num confronto. Que confronto? A mãe dele passou lá e viu que não tinha confronto. Com quem? Porque não tinha ninguém, não tinha ninguém. Atirou por atirar na Kombi lá. Atirou na Kombi e matou a minha neta. Foi isso. Isso é confronto? A minha neta estava armada por acaso pra poder levar um tiro?"
O motorista que dirigia a Kombi também confirmou a versão dos familiares, ele afirmou que viu o policial disparando e que não havia tiroteio na comunidade naquele momento. "Não teve tiroteio nenhum, foram dois disparos que ele deu. Falou que foi tiroteio de todos os lados, é mentira! Mentira!"

## Velório e Enterro
Marcado por grandes emoções, revolta e comoção popular, o cortejo fúnebre e o enterro de Ágatha Vitória, que aconteceu no dia 22 de setembro, no no Cemitério de Inhaúma, na Zona Norte do Rio, foi acompanhado por centenas de pessoas, incluindo o ator Fábio Assunção. que bradavam por justiça e protestavam pelo fim do extermínio da população negra nas comunidades. Já o velório foi restrito a família e amigos e aconteceu em uma capela, próxima ao cemitério.
Com faixas e balões, uma grande manifestação reuniu centenas de moradores do Complexo do Alemão, mototaxistas, ativistas e artistas em frente ao UPA da Estrada. O cortejo percorreu cerca de 4 km até o Cemitério de Inhaúma, onde foi velado o corpo da criança. Os pais em protesto não concederam entrevistas e também recusaram ajuda financeira do Governo do Estado do Rio para custear as despesas do sepultamento.
Durante o ato, também foi ecoada uma fala do avô Airton Félix que viralizou nas redes sociais na época. "Foi a filha de um trabalhador, tá? Ela fala inglês, tem aula de balé, era estudiosa. Ela não vivia na rua não. Agora vem um policial aí e atira em qualquer um que está na rua. Acertou minha neta. Perdi minha neta. Não era para perder ela, nem ninguém”.
Muitas pessoas presentes compartilharam a dor da família e demonstravam revolta pelo crime cometido contra a criança. Alguns ainda relembravam o medo cotidiano vivenciado nas comunidades, como o caso de um mototaxista que falava sobre o trauma que a filha tinha de tiros. "Eu tenho filha, e ela fica desesperada quando vai para a escola. Quando dá tiro, ela quer descer para debaixo da pia".

## Investigações
O inquérito instaurado pela Delegacia de Homicídios da Polícia Cível do Rio de Janeiro chegou a seguinte conclusão: o tiro que atingiu a menina, foi desferido pelo fuzil de um cabo lotado na UPP do Morro da Fazendinha, que inicialmente não teve o seu nome divulgado. Durante as investigações, foram recolhidos depoimentos das testemunhas, assim como dos policiais que participaram da ação e estavam no local do crime. Além disso, também foi usado como base diversas perícias e um laudo de reprodução simulada. As provas apontaram que houve erro de execução por parte do PM, que confundiu uma esquadria de alumínio carregada por um dos homens, com uma arma.
O relatório do Instituto de Criminalista Carlos Éboli entregue à Delegacia concluiu que um fragmento de projétil encontrado no corpo de Ágatha apresentava ranhuras idênticas à do cano de fuzil utilizado pelo PM. A perícia também apontou que o projétil se partiu em um poste, e um fragmento ainda bateu na tampa do motor da Kombi antes de atingir a vítima.
O Ministério Público do Rio de Janeiro denunciou o cabo Rodrigo José de Matos Soares pela morte de Ágatha Félix, a pena prevista para o crime vai de 12 a 30 anos de prisão. A juíza Viviane Ramos de Faria, da 1ª Vara Criminal do Rio de Janeiro, acatou denúncia contra o PM que foi indiciado "por homicídio doloso qualificado (por motivo torpe e mediante recurso que dificultou a defesa das vítimas). Na ocasião, a juíza determinou medidas cautelares como a suspensão do porte arma de fogo do agente, assim como o afastamento das atividades na rua e a proibição de contato com a testemunhas. o réu também deveria comparecer mensalmente na 1ª Vara Criminal do Rio e não poderia sair do Estado sem autorização judicial.
Na tarde do dia 8 de novembro, o julgamento do policial militar Rodrigo José de Matos Soares começou pelo 1º Tribunal do Júri, no Centro do Rio de Janeiro, e durou mais de 12 horas. Na madrugada do dia seguinte, o policial militar foi absolvido das acusações por um júri popular.

## Repercussão
O caso teve grande repercussão nacional e internacional gerando grande indignação na sociedade civil. Entidades, autoridades, políticos e artistas se manifestaram com indignação sobre a morte de Ágatha.
A Ordem dos Advogados do Brasil no Rio de Janeiro emitiu nota onde criticava as estatísticas de pessoas morte nos primeiros oito meses de 2019, e a política de segurança pública do Estado executada nas comunidades. A entidade também se colocou a disposição da familiares da menina morta e de outras famílias vítimas da violência. "As mortes de inocentes, moradores de comunidades, não podem continuar a ser tratadas pelo governo do Estado como danos colaterais aceitáveis. A morte de Ágatha evidencia mais uma vez que as principais vítimas dessa política de segurança pública, sem inteligência e baseada no confronto, são pessoas negras, pobres e mais desassistidas pelo Poder Público", diz o órgão.
A Anistia Internacional Brasil (AIB) também teceu duras críticas às políticas públicas de segurança do Rio de Janeiro. De acordo com a diretora executiva da AIB, Jurema Werneck, as autoridades do Estado falharam em não cumprir o dever constitucional de proteger vidas como a da menina Ágatha. Em nota, a entidade ainda exigiu que o Governo do Rio assumisse a sua responsabilidade em proteger o direito humano à vida de todos e todas, independentemente de sua raça e independentemente do seu local de moradia.
A Defensoria Pública do Estado, assim como as outras entidades reforçou o coro contra as políticas de segurança do Rio de Janeiro. "Acreditamos em uma política de segurança cidadã, que respeite os moradores das favelas e de qualquer outro lugar. A opção pelo confronto tem se mostrado ineficaz: a despeito do número recorde de 1.249 mortos em ações envolvendo agentes do estado apenas este ano, a sensação de insegurança permanece. No caso das favelas, ela se agrava".
O ministro do Supremo Tribunal Federal (STF) Gilmar Mendes se manifestou através de suas redes sociais, classificando como alarmantes o número de mortes nas comunidades. "Os casos de mortes resultantes de ações policiais nas favelas são alarmantes. Ágatha é a quinta criança morta em tiroteios no RJ neste ano. Ao total, 16 foram baleadas no período. Uma política de segurança pública eficiente deve se pautar pelo respeito à dignidade e à vida humana".
O deputado federal Rodrigo Maia (DEM), que época exercia o cargo de presidente da Câmara dos Deputados, se solidarizou com a família da menina. "Qualquer pai e mãe consegue se imaginar no lugar da família de Ágatha e sabe o tamanho dessa dor. Expresso minha solidariedade aos familiares sabendo que não há palavra que diminua tamanho sofrimento. É por isso que defendo uma avaliação muito cuidadosa e criteriosa sobre o excludente de ilicitude que está em discussão no Parlamento".
A ex-ministra do Meio Ambiente, Marina Silva afirmou que o crime deveria mobilizar mais ainda a sociedade. “A morte da menina Ágatha , de 8 anos, deveria nos chocar e constranger como sociedade. É inadmissível que mais uma criança seja morta impunemente devido a uma política de segurança que cultua a violência. É dever do Estado garantir uma política de segurança que proteja a vida”.
O ator Fábio Assunção, que participou do cortejo fúnebre e enterro se manifestou pedindo justiça para vítima da ação policial. "Agatha tinha oito anos. Uma criança de oito anos ainda é pura, ainda está na categoria de anjo, na minha percepção. Minha filha tem oito. Meu filho já teve. Essa guerra em vigor é uma guerra inútil, onde todos perdem. Todos. Policiais em serviço morrem. Cidadãos de bem morrem. Crianças morrem. Quem teve a sorte de não estar na linha de tiro pode se posicionar também. Amorosa e pacificamente".